# OPENARCHIVE
OPENARCHIVE ist eine Open-Source-Software zur digitalen Langzeitarchivierung, die vom Unternehmen Grau Data GmbH in Schwäbisch Gmünd entwickelt wurde.
Grau Data ist Mitglied der Open Source Business Alliance, das OPENARCHIVE die Archivierungskomponente des Open Source Referenz Stacks.
Der Quellcode steht nicht mehr frei zur Verfügung, da die Plattform des Projekts geschlossen wurde.

## Funktion
OPENARCHIVE ist intern in der Form eines hierarchischen Speichermanagements implementiert.
Dazu wurden die Dateisysteme von Linux und Windows mit einer Filter-Schnittstelle versehen. Dateien, die einer einstellbaren Policy entsprechen (Dateidatum, Dateigröße, Dateityp) werden automatisch auf ein externes Festplattensystem oder Bandlaufwerk ausgelagert. Im Dateisystem verbleibt ein sogenanntes Stubfile. Wird auf die ausgelagerte Datei erneut zugegriffen, so wird diese wieder auf die entsprechende Stelle des Dateisystems zurückkopiert. Auf Wunsch können mehrere Versionen einer Datei archiviert werden.
Als Schnittstelle von außen wird im Normalfall NFS oder CIFS benutzt. Da die jeweiligen nativen Dateisysteme und deren APIs genutzt werden, lassen sich auch die Metadaten (ACLs, Extended Attributes) revisionssicher archivieren.
Um die dauerhafte Verfügbarkeit der Daten zu gewährleisten, können Mehrfachkopien der Daten angefertigt werden. Das komplette Archiv kann im Desasterfall aus den Datenkopien (Festplatten, Bänder) wiederhergestellt werden.
Die Administration des OPENARCHIVE erfolgt über ein Kommandozeilen-Werkzeug oder eine grafische Oberfläche, die in Qt entwickelt wurde. Teile der Funktionalitäten lassen sich auch über APIs steuern.
Die kommerzielle Variante des OPENARCHIVE ist der Grau Archive Manager. Dieser verfügt über eine zertifizierte WORM-Funktionalität, die aus normalen Festplatten und Bändern revisionssichere Archiv-Medien erzeugt.

## Einsatzfelder
OPENARCHIVE kommt heute in diversen mittelständischen Unternehmen und im wissenschaftlichen Umfeld zum Einsatz. Das Bundesarchiv ist seit einigen Jahren ebenfalls ein Anwender dieser Technologie. Die Max-Planck Gesellschaft nutzt die Technologie als Ersatz für SAM-FS.